# Angelo Mariani

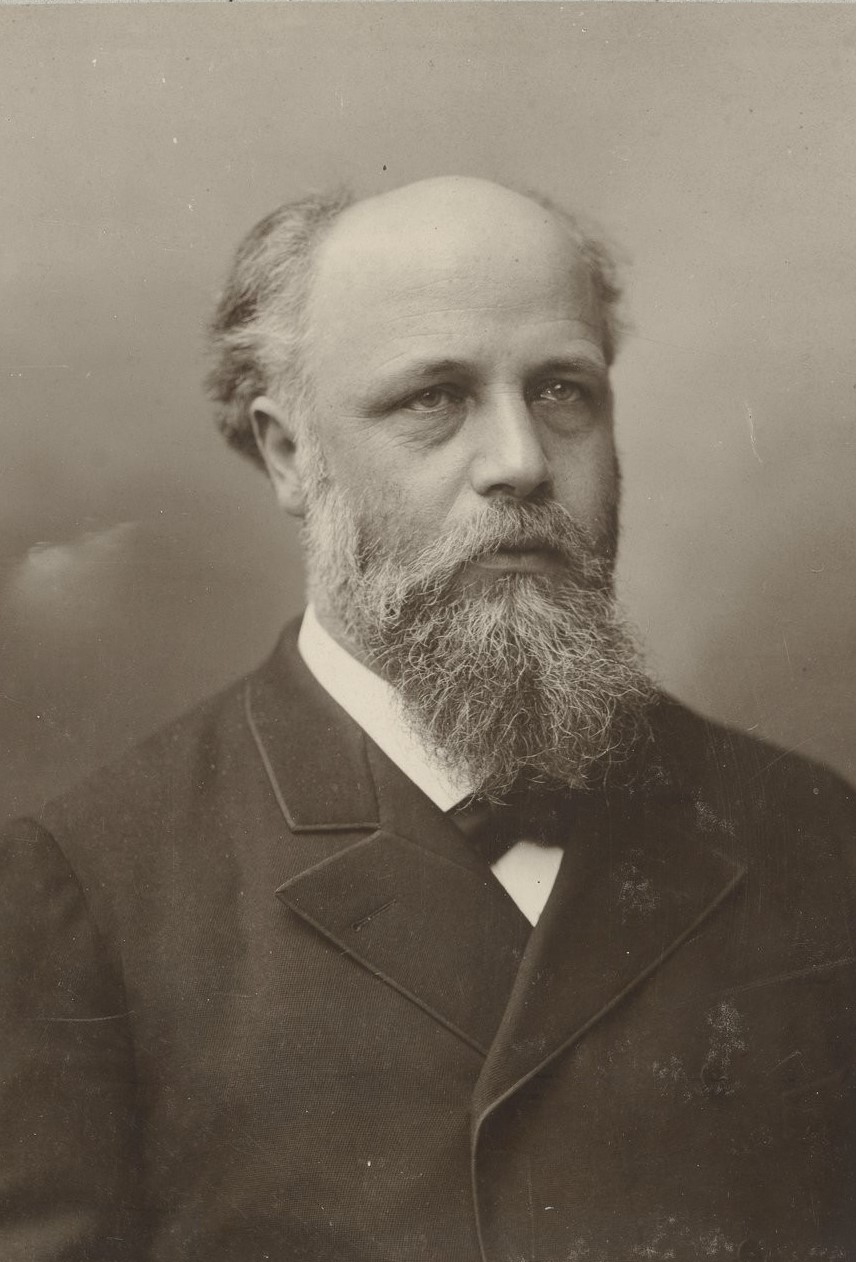
Angelo Mariani (1899)

Angelo Mariani (Pero-Casevecchie, 17 december 1838 – Valescure, 1 april 1914) was een Frans apotheker.
Mariani werd geboren bij Bastia op Corsica in een familie van artsen en apothekers. Hij vestigde zich te Parijs en las een verslag van de Italiaanse arts Paolo Mantegazza, die in Peru het gebruik van coca door Indianen had bestudeerd. Mariani ontwikkelde een tonicum gebaseerd op Bordeauxwijn en coca-extract, dat in 1863 op de markt kwam onder de naam Vin Mariani. Het was een enorm succes. Paus Leo XIII verleende Mariani als teken van zijn officiële goedkeuring een gouden medaille.
Mariani begon de grootste reclamecampagne van de 19e eeuw, en werd daardoor de sleutelfiguur van de belle époque. Hij verzamelde de brieven waarin beroemde gebruikers van zijn product hem hun dankbaarheid toonden, en gaf die uit in boeken genaamd Album Mariani. Te Neuilly-sur-Seine liet hij een fabriek met laboratorium bouwen, en er volgde een vestiging in de Verenigde Staten. Zijn rijkdom gebruikte hij deels voor het ondersteunen van kunstenaars.
Mariani stierf op 75-jarige leeftijd te Valescure (gemeente Saint-Raphaël). Hij ligt begraven op de Parijse begraafplaats Père-Lachaise.
- Bibliothèque nationale de France: cb124626831 (data)
- CiNii: DA11888327
- Gemeinsame Normdatei: 143718398
- International Standard Name Identifier: 0000 0003 6236 1082
- Library of Congress Control Number: n2014191141
- Istituto Centrale per il Catalogo Unico: RAVV679562
- SNAC: w6wm95ch
- Système universitaire de documentation: 171877004
- Virtual International Authority File: 224756793
- WorldCat: E39PBJf4bbCWBxpMkX4Pk3tFrq